# 松脂製品
松脂製品是生产自松树的树液的产品 ，常见的松脂制品包括肥皂、涂料、油光漆、鞋油、润滑剂、油布和屋顶材料等。

## 历史
用木头建造的船舶需要特殊的材料，要求是不溶于水，并且可以密封木板之间的空间。松焦油沥青与麻等纤维的混合物常用于填充可能泄漏的细缝空间。粗胶或油性树脂可以从活着的松树伤口上收集。

### 北美的殖民地
皇家海军严重依赖在美州殖民地的松脂製品，并且松脂製品是殖民地经济中一个重要部分。皇家海军的桅杆来自新英格兰的大白松，而沥青来自卡罗来纳州的长叶松森林，卡罗纳州同时也提供木材的加工，提供木瓦和棍棒。
松脂製品在美国独立战争中发挥了作用。通过封锁，英国试图削弱法国和西班牙的能力，于是英国宣布实行禁运松脂製品。此时的俄罗斯是海军建材在欧洲主要生产者，这导致了'中立'的俄罗斯船只被扣押。在1780年，凯瑟琳大帝宣布，她的海军将被用来对付任何干涉中立的贸易的人，之后她在第一武装中立联盟中把欧洲的中立国聚集了起来。 这些行动将使在苦苦挣扎的殖民者受益匪浅，因为英国被迫采取了更为谨慎的行动。
松脂製品的主要生产国在19世纪和20世纪是美国和法国，因为在法国，拿破仑鼓励在地区的沙丘上种植松树。在1920年美国出口了十万加仑的蒸馏酒。而在1927年，法国出口了世界上约20％的树脂。

## 分离技术
松脂製品从美国松树的硫酸盐制浆法中产生的副产品中提取妥尔油。 活着的松树开采在世界上依然很常见。松节油和松木油可以通过水蒸气蒸馏或者通过松木的破坏性蒸馏分离油脂；用溶剂萃取被切碎的木桩和树根已经开始提供越来越便宜的石脑油.。在松节油和水煮沸之后，松香仍然还在。

## 参看
- 造船
- 松脂製品工业
- 树皮黑客

## 脚注
1. ↑  Greene, Jack P, Pursuits of Happiness, Chapel Hill: University of North Carolina Press, 1988, pp. 144-145
2. ↑  Crosby, Alfred W., Jr., America, Russia, Hemp, and Napoleon, Ohio State University Press, 1965, pp. 8
3. ↑  Outland III, Robert B. . Baton Rouge: Louisiana State University Press. 2004  [2018-08-08]. ISBN 9780807129814. （原始内容存档于2017-03-23）.
4. ↑  Kent, James A. Riegel's Handbook of Industrial Chemistry (Eighth Edition) Van Nostrand Reinhold Company (1983) ISBN 0-442-20164-8 pp.569-573

## 延申读物
- https://web.archive.org/web/20101009032732/http://www.srs.fs.usda.gov/organization/history/naval_stores.htm
- http://www.maritime.org/conf/conf-<g class="gr_ gr_7 gr-alert gr_spell gr_inline_cards gr_run_anim ContextualSpelling ins-del multiReplace" id="7" data-gr-id="7">kaye</g>-tar.htm （页面存档备份，存于）
- http://www.fao.org/documents/show_cdr.asp?url_file=/docrep/V6460E/v6460e04.htm%5B%5D
- http://www.hchsonline.org/places/turpentine.html （页面存档备份，存于）
- https://web.archive.org/web/20070928044420/http://www.unctv.org/exploringNC/episode308.html%3Cdiv class="_1BN1N Kzi1t _1v-Lt _3MyEI _2DJZN" style="z-index: 2; transform: translate(586.125px, 1790.42px);">1